# معهد نوربولينجكا
معهد نوربولينجكا تأسس في عام 1995 على يد كيلسانغ وكيم يشي [الإنجليزية] في سيدبور، بالقرب من دارامسالا في الهند بهدف الحفاظ على الثقافة التبتية بشكليها الأدبية والفنية.

## أصل التسمية
سمي المعهد باسم نوربولينجكا والذي يعني المقر الصيفي التقليدي لـدالاي لاما في لاسا بـالتبت
وتستند الخريطة إلى نسب أفالوكيتسفارا الذي يعتبرونه إله الرحمة ذو الألف مسلح، والمعبد هو الرأس.

## حول المعهد
معهد نوربولينجكا يهدف بشكل أساسى لنقل التقاليد واستعادة المعايير من خلال توفير التدريب والتعليم والتوظيف للتبتيين، حيث إن المعهد يدعم بيئة محفزة لازدهار قيم المجتمع التبتي والأسرة، فهو يوفق بين التقليد بشكل إبداعي واحترام مع الحديث، ويسعى إلى خلق وعي دولي بالقيم التبتية والتعبير عنها في الفن والأدب.
تنتج نوربولينجكا أدوات فنية تقليدية عالية الجودة، بالإضافة إلى الملابس والمفروشات المنزلية.
كما أن الجولات المصحوبة بمرشدين للمعهد متاحة للزوار كل يوم باستثناء يوم الأحد وتكون مجانية.

## نشاط المعهد

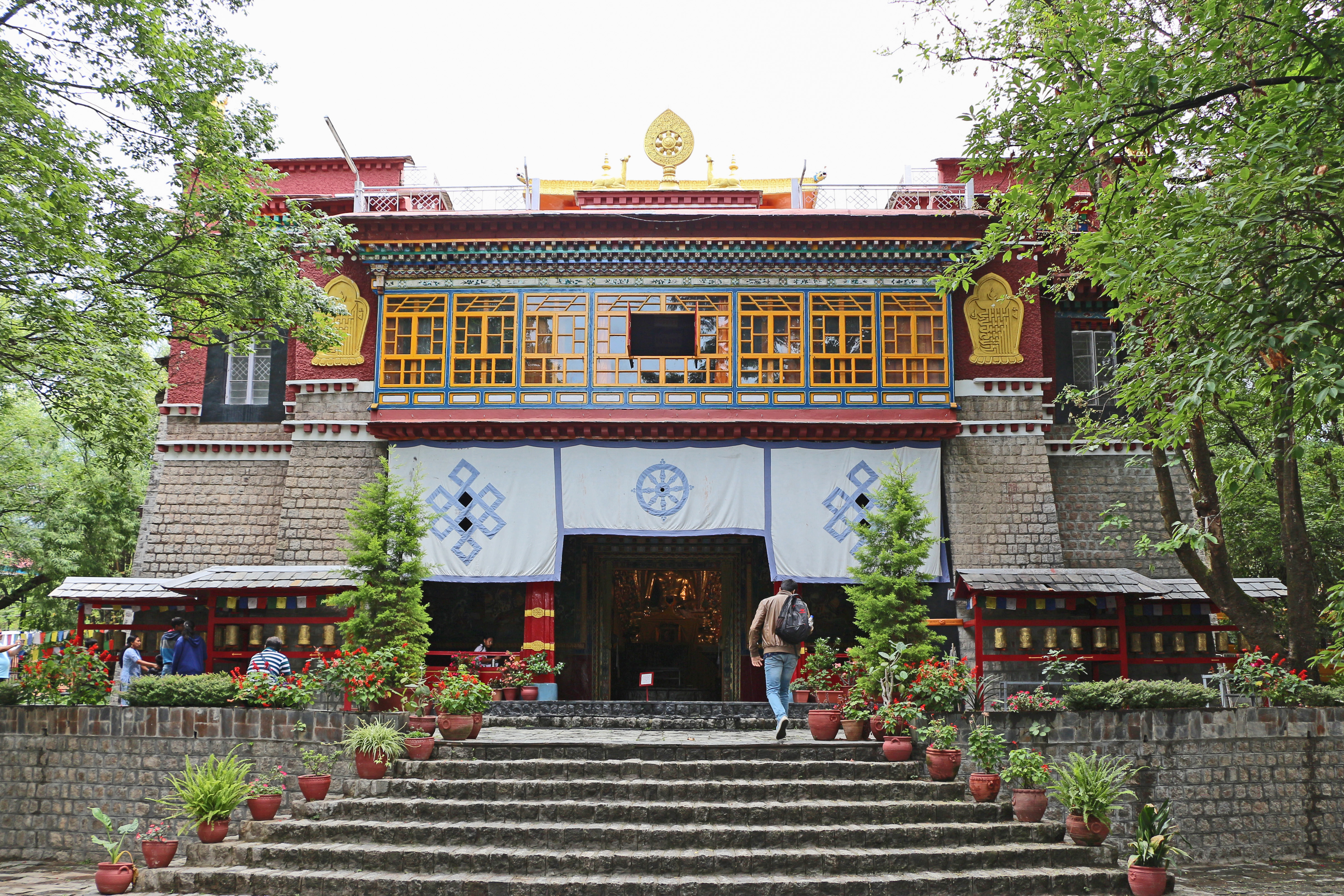
معبد كرسي السعادة بمعهد نوربولينجكا

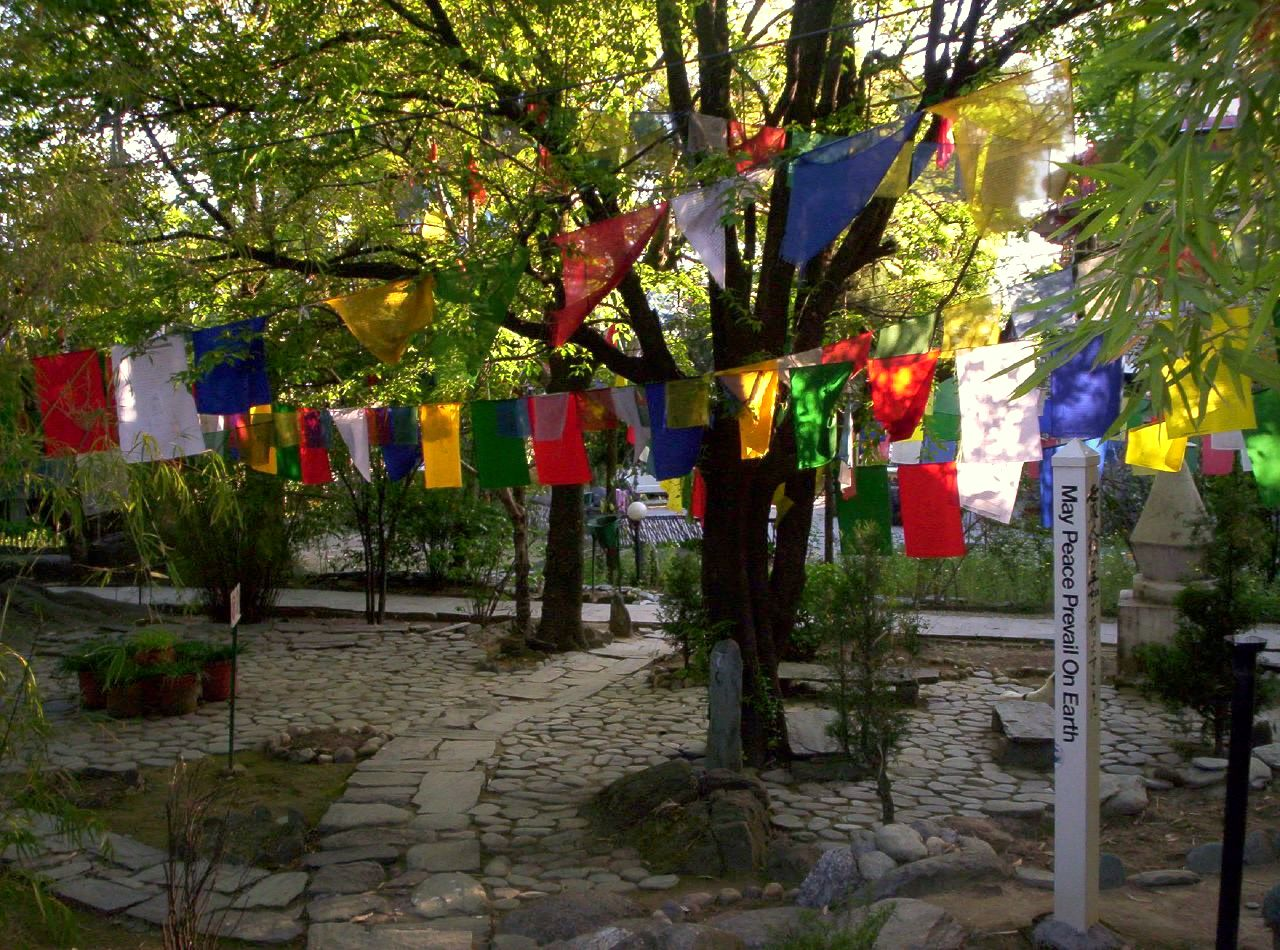
أعلام الصلاة التبتية بحديقة نوربولينجكا.

يقيم المعهد ورش عمل للراغبين في دراسة الفنون التبتية، وأيضًا يدير المعهد دارين للضيافة وهما دار نورلينج الذي أعد للضيوف ودار شونور.
تعود العائدات من جميع مشاريع نوربولينجكا مباشرة إلى المعهد لتعزيز مساعيه للحفاظ على الثقافة التبتية.
تشمل استوديوهات نوربولينجكا الفنية صناعة التماثيل التبتية وطلاء ثانكا [الإنجليزية] وطباعة الشاشة والزخرفة والخياطة والنحت على الخشب والرسم على الخشب وصناعة الورق والحرف الخشبية والمعدنية. تقدم أكاديمية الثقافة التبتية والتي تأسست عام 1997، دورة دراسية مدتها ثلاث سنوات من التعليم العالي في الدراسات التبتية التقليدية، وكذلك اللغة الإنجليزية والصينية وتاريخ العالم.
يضم قسم الأبحاث في نوربولينجكا فريقًا يؤلف السيرة الذاتية الرسمية للدالاي لاما، ونشرت بالفعل تسعة مجلدات منها باللغة التبتية. يجمع قسم البحث أيضًا موسوعة شاملة للثقافة التبتية.
يحتوي المعهد أيضًا على مقعد معبد السعادة المكون من طابقين (Deden Tsuglakhang) الذي بني في عام 1985 ويقع وسط حدائق نوربولينجكا المستوحاة من اليابان.
تشتهر بـ 1173 لوحة جدارية لبوذا، واللوحات الجدارية لجميع الدالاي لامات والرسومات التي تؤرخ حياة الدالاي لاما الرابع عشر. في القاعة الرئيسية يقف تمثال غوتاما بوذا النحاسي المذهب بارتفاع 4 أمتار، والذي صنعه النحات الرئيسي في المعهد، الراحل تشينمو بيمبا دورجي، وأحد أكبر التماثيل خارج التبت. توجد حول المعبد ورش عمل للحرفيين والمتدربين الذين ينتجون أشياء فنية مختلفة، والتي تُباع في متجر نوربولينجكا، لصالح اللاجئين التبتيين.
يحتوي متحف لوسيل دول على عروض ديوراما للمشاهد التبتية التقليدية، باستخدام الدمى التبتية المصغرة في الأزياء التقليدية.
على بعد مسافة قصيرة من المعهد تقع دير دولما لينج البوذي للراهبات ودير جياتو، مقر الإقامة المؤقت لكرمابا السابع عشر، أوجين ترينلي دورجي.

## روابط خارجية
- موقع معهد نوربولينجكا
- أكاديمية الثقافة التبتية
- معهد نوربولينجكا على الإدارة التبتية المركزية